# Queralt Castellet i Ibáñez
Queralt Castellet i Ibáñez   (Sabadell, 17 de juny de 1989) és una surfista de neu catalana, especialista en la modalitat de migtub. És la surfista de neu espanyola amb més títols de la història, entre els quals cal destacar diverses victòries a la copa del món, a més de ser la primera esportista espanyola a guanyar una medalla d'or als X Games, que va aconseguir l'any 2020 a Aspen. Ha participat en set campionats del món i en cinc edicions dels Jocs Olímpics. La seva medalla de plata als Jocs del 2022 se situa, en el medaller olímpic d'hivern, com la primera medalla d'un esportista català del sud, la novena dels Països Catalans —després de les set del biatleta Martin Fourcade, entre ors i plates, i la plata, també en migtub, de Doriane Vidal, ambdós nord-catalans— i, a nivell espanyol, la primera de plata i cinquena total —després de l'or de Paco Fernández Ochoa i tres bronzes.

## Biografia

### Primers anys i alternança amb la gimnàstica
Amb només cinc anys, Queralt Castellet va començar a practicar la gimnàstica artística com a activitat extraescolar al seu Sabadell natal. Si bé ja havia esquiat des de ben petita, als sis anys va provar per primera vegada una taula de surf i, al cap de poc temps, ja alternava la pràctica gimnàstica amb l'snowboard. Tanmateix, encara no havia decidit a quin esport es dedicaria i va arribar a ser Campiona d'Espanya de poltre i plata en barra fixa l'any 2004.

### Primeres competicions d'snowboard i abandonament de la gimnàstica
L'any 2005, i encara alternant amb la gimnàstica, va començar a participar en competicions de la Federació Internacional d'Esquí (FIS, per les seves sigles en anglès), al principi, en la modalitat boardercross. Aquell mateix any va participar per primera vegada en els Campionats Mundials del FIS i ja es va proclamar campiona d'Espanya a la Molina en aquesta modalitat. Al cap de poc va començar a competir en la modalitat de migtub, on de seguida va destacar. L'any 2006 ja va participar en els seus primers Jocs Olímpics en aquesta modalitat i va aconseguir la 26a posició amb només 16 anys. Mentre preparava el campionat mundial del 2007, va patir una lesió a l'escafoide, motiu pel qual decidí abandonar el gimnàs i dedicar-se en exclusiva a l'esport de neu.

### Copa del Món i Campionats Mundials
A partir d'aquell moment, la carrera de Queralt Castellet no va deixar de progressar, per tal com va aconseguir podis i èxits en les competicions més importants del món. L'any 2008 va fer tres podis a la competició del món i dues segones places. L'any 2010 va formar part de l'equip espanyol als Jocs Olímpics de Vancouver, on va obtenir la 12a plaça en la modalitat de migtub. L'any 2011 va guanyar la seva primera prova en una Copa del Món a Arosa, Suïssa. Repetí aquesta feta l'any següent i va obtenir l'or a la competició disputada a Saas-Fee, també a Suïssa. Aquell mateix any es va convertir en la segona dona de la història a planxar un gir de 180 graus, després de Kelly Clark. A partir d'aquell moment es va convertir en una habitual dels podis de la copa del món de migtub. En total, suma sis primeres posicions a la Copa del Món, amb un total de 14 podis.
Pel que fa als Campionats Mundials, hi ha participat en set ocasions, totes les disputades des del 2007, a excepció de les de l'any 2011. El seu millor resultat va ser l'any 2015 a Kreischberg, Àustria, en què va aconseguir la segona plaça, de manera que es va convertir així en la primera esportista espanyola a aconseguir-ho. Cal destacar que l'any 2017 va decidir participar no només en la modalitat de migtub, sinó que també va competir en el Big air, on va aconseguir la desena posició.

### X Games
A partir de l'edició de l'any 2010, Queralt Castellet ha participat i obtingut èxits també en els X Games. En les vuit vegades en què hi ha participat, sempre ha quedat entre les 10 millors classificades. L'any 2019, després de quatre anys sense participar-hi, va obtenir la medalla de plata, de manera que es va convertir en la primera esportista espanyola a fer-ho. En l'edició de l'any 2020 es va superar i va aconseguir l'or a Aspen, esdevenint així la primera no nord-americana a guanyar aquest títol des de l'any 2009.

### Participacions Olímpiques
Castellet ha participat en totes les edicions dels Jocs Olímpics d'Hivern entre l'any 2006 i el 2022, sempre en la modalitat de migtub. En cada edició ha millorat la seva posició. SI l'any 2006, a Torí, va aconseguir quedar 26a, quatre anys més tard, a Vancouver, va quedar en la posició número 12. En l'edició de l'any 2014, a Sochi, va quedar en 11a posició i en l'edició següent, l'any 2018 a Pyeongchang, va fer la setena posició. Tot i aquesta progressió, s'ha dit que fins i tot podia haver assolit millors resultats si no hagués estat per les lesions Així, l'any 2010 va arribar a la final entre les tres millors, però una lesió en els entrenaments li va impedir lluitar per una medalla i a l'edició de Sochi va patir dues caigudes.
Als Jocs Olímpics de Pequín va aconseguir la seva primera medalla olímpica de plata en la modalitat de migtub, el 10 de febrer de 2022.

### Problemes amb la federació
A l'octubre de 2019, Queralt Castellet va anunciar que renunciava a participar en la Copa del Món a Sierra Nevada, adduint discrepàncies econòmiques amb la Reial Federació Espanyola d'Esports d'Hivern (RFEDI). La surfista de neu va assegurar que, a causa de la impossibilitat de pagar-se l'estança a Nova Zelanda, on havia estat entrenant fins aquell moment, estava entrenant a Saas-Fee, Suïssa. Va assegurar que ella mateixa cobria les despeses de l'entrenament, gràcies a l'ajuda dels seus patrocinadors. El director esportiu de la RFEDI, Olmo Hernán, va assegurar que volien comptar amb ella, tractant-se d'una esportista de tant nivell. Finalment, al desembre del 2019, les dues parts van arribar a un acord perquè pogués participar en la Copa del Món a Copper Mountain, Colorado. Les condicions concretes de l'acord no es van fer públiques.

## Resultats Olímpics
| Edició | Data        | Seu                        | Disciplina | Posició |
| ------ | ----------- | -------------------------- | ---------- | ------- |
| 2006   | 13 Feb 2006 | Torí, Itàlia               | Migtub     | 26a     |
| 2010   | 18 Feb 2010 | Vancouver, Canadà          | Migtub     | 12a     |
| 2014   | 12 Feb 2014 | Sotxi, Russia              | Migtub     | 11a     |
| 2018   | 13 Feb 2018 | Pyeongchang, Corea del Sud | Migtub     | 7a      |
| 2022   | 10 Feb 2022 | Pequin, Xina               | Migtub     | 2a      |

## Resultats als Mundials
| Temporada | Data        | Seu                     | Disciplina | Posició |
| --------- | ----------- | ----------------------- | ---------- | ------- |
| 2007      | 20 Jan 2007 | Arosa, Suïssa           | Migtub     | 10a     |
| 2009      | 23 Jan 2009 | Gangwon, Corea del Sud  | Migtub     | 6a      |
| 2013      | 20 Jan 2013 | Stoneham, Canadà        | Migtub     | 5a      |
| 2015      | 17 Jan 2015 | Kreischberg, Àustria    | Migtub     | 2a      |
| 2017      | 11 Mar 2017 | Sierra Nevada, Espanya  | Migtub     | 11a     |
| 2017      | 17 Mar 2017 | Sierra Nevada, Espanya  | Big air    | 10a     |
| 2019      | 8 Feb 2019  | Park City, Estats Units | Migtub     | 4a      |

## Podis a la Copa del Món[30]
| Temporada | Data        | Seu                    | Disciplina | Posició |
| --------- | ----------- | ---------------------- | ---------- | ------- |
| 2008      | 27 Jan 2008 | Bardonecchia, Itàlia   | Migtub     | 2a      |
| 2008      | 9 Mar 2008  | Stoneham, Canadà       | Migtub     | 3a      |
| 2008      | 16 Mar 2008 | Valmalenco, Itàlia     | Migtub     | 2a      |
| 2011      | 26 Mar 2011 | Arosa, Suïssa          | Migtub     | 1a      |
| 2012      | 3 Nov 2011  | Saas-Fee, Suïssa       | Migtub     | 1a      |
| 2013      | 26 Aug 2012 | Cardrona, Nova Zelanda | Migtub     | 3a      |
| 2013      | 12 Jan 2013 | Copper Mountain, USA   | Migtub     | 3a      |
| 2016      | 13 Feb 2016 | Quebec, Canadà         | Big air    | 3a      |
| 2018      | 13 Jan 2018 | Snowmass, USA          | Migtub     | 1a      |
| 2018      | 20 Jan 2018 | Laax, Suïssa           | Migtub     | 3a      |
| 2019      | 19 Jan 2019 | Laax, Suïssa           | Migtub     | 2a      |
| 2019      | 15 Feb 2019 | Calgary, Canadà        | Migtub     | 1a      |
| 2020      | 14 Dec 2019 | Copper Mountain, USA   | Migtub     | 1a      |
| 2020      | 18 Jan 2020 | Laax, Suïssa           | Migtub     | 1a      |